# Dariusz Muszczak
Dariusz Muszczak, ps. „Gleba” (ur. 8 kwietnia 1986 w Myszkowie) – polski armwrestler, mistrz Polski oraz wicemistrz świata w siłowaniu na rękę. Przynależy do Federacji Armwrestling Polska.

## Kariera sportowa
8 maja 2009 roku na terenie Akademii Wychowania Fizycznego i Sportu w Gdańsku brał udział w pierwszym, ogólnopolskim Akademickim Pucharze w Armwrestlingu. Podczas rywalizacji zdobył dwa złote medale w klasyfikacji OPEN AZS oraz został zwycięzcą swojej kategorii wagowej (powyżej 95 kg) w siłowaniu na rękę lewą i prawą. 6 listopada 2009 wystąpił w zawodach Pucharu Świata w Armwrestlingu zawodowców – Nemiroff World Cup, rozegranych w Warszawie. Wywalczył srebro w siłowaniu na lewą rękę, będąc pokonanym przez Amerykanina Johna Brzenka.

## Warunki fizyczne
- wzrost: 188 cm
- waga: 95 kg
- biceps: 41 cm
- przedramię: 44 cm